# Foetorepus talarae
Foetorepus talarae es una especie de peces de la familia Callionymidae.

## Hábitat
Es un pez  de mar y de clima tropical y demersal.

## Distribución geográfica
Se encuentra en el Pacífico sureste (Perú).